# Marienstein (Nörten-Hardenberg)
Marienstein ist eine ehemalige Klostergemeinde, die 1928 in den Flecken Nörten-Hardenberg eingemeindet wurde. Sie liegt im südniedersächsischen Leinetal ungefähr zehn Kilometer nördlich von Göttingen und zehn Kilometer südlich von Northeim. Marienstein befindet sich im südwestlichen Teil von Nörten-Hardenberg.

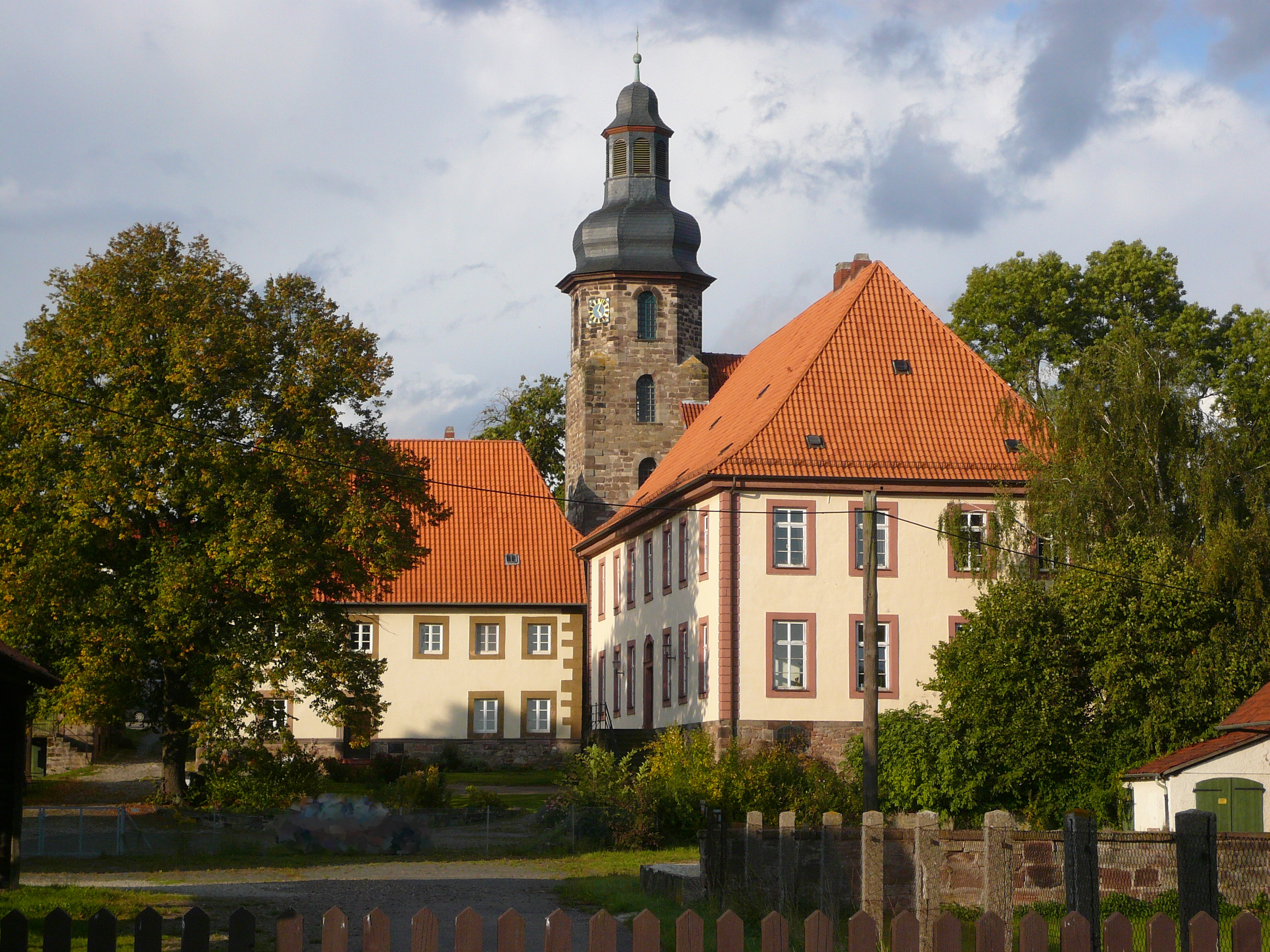
Marienstein

## Geschichte

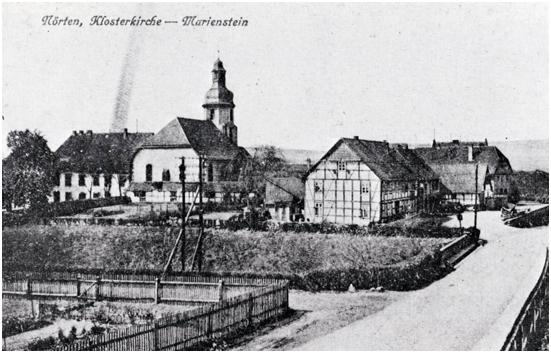
Historische Ansicht von Marienstein

Die älteste schriftliche Erwähnung Mariensteins stammt aus dem Jahr 1055, als Erzbischof Lippold von Mainz eine capellam nomine Steina dem neu gegründeten Petersstift in Nörten schenkte. Die erwähnte Kapelle war, wie aus einer Urkunde des Jahres 1102 hervorgeht, der heiligen Gottesmutter Maria geweiht. In älterer Literatur wird noch eine frühere Erwähnung aus dem Jahr 890 angeführt, in der ein Ort namens Steynhem als dem Kloster Corvey gehörend erwähnt sei. Diese Angabe konnte jedoch später nicht mehr verifiziert werden, widerspricht außerdem der durchgehenden Namensüberlieferung als „Steina“ und wird daher in neuerer Literatur nicht mehr angeführt. Der erweiterte Ortsname „Marienstein“ ist erst seit dem 17. Jahrhundert überliefert und diente wahrscheinlich zur Unterscheidung von dem nahe gelegenen Dorf Angerstein.
Als sich Ruthard, Erzbischof von Mainz, um 1100 auf der Burg Hardenberg aufhielt, entschloss er sich dazu, in der Nähe ein Kloster anzulegen. Ihm gefiel die Kapelle Marienstein, so dass er 1102 die Verbindung der Kapelle samt dem umliegenden Land zum Petersstift auflöste. Anschließend übergab er das Aufsichtsrecht über das Gut den Benediktinern und beauftragte sie, ein Kloster anzubauen.
Bei der Gründung waren die Einkünfte und Besitzungen des Klosters noch relativ gering, lediglich von Taufen, Begräbnissen oder sonstigen Opfern und Geschenken erhielt das Kloster Zuwendungen. Zu den Einnahmequellen zählte die Kapelle, vier Hufen Landes und zwei Höfe in Oyshusen, einem heute nicht mehr existenten Dorf zwischen Bishausen und Sudershausen, welches ein Wulferich von Winkel zum Lehen hatte und es 1105 an das Kloster zurückgab, sowie die Nutznießung des benachbarten Waldes und die dortigen Wiesen und Weiden. In den folgenden Jahren wuchsen die Fläche des Guts und der Besitz des Klosters an. Um das Klostergut zu verteidigen, wurden die Herren von Plesse als Schirmherren des Klosters ausgewählt. Durch die im Leinetal zerstreut liegenden Besitztümer erlangte das Kloster einen erheblichen Einfluss auf den örtlichen Ackerbau und die Urbarmachung von wüst liegenden Strecken, wodurch es nicht wenig zur Fruchtbarmachung des Gebietes beigetragen hat. Für das Anwachsen des Besitzes stehen außer Waldungen, Höfen und Häusern noch achtzehn Hufen Land in der Feldmark Angersteins, ebenso hatte das Kloster in Bovender Gemarkung elf und eine Halbe Hufe sowie 32 Morgen Land inne. Weiterer Besitz befand sich in den angrenzenden Dörfern sowie unter anderem in Ebergötzen, Volpriehausen, Lenglern, und Moringen. Zwar büßte das Kloster in den späteren Jahren auch einiges an Ländereien durch Misswirtschaft ein, dennoch konnte es im Jahre 1890 642 Morgen und 51 Quadratruten an Ackerland, Gärten und Wiesen nachweisen.
Die Herren von Plesse blieben bis 1394 Schirmherren des Klosters. In diesem Jahr liehen sie sich Geld von der Familie von Hardenberg und verpfändeten dafür unter anderem auch ein Drittel des Klosters. Als die Besitzer ihre Schulden nicht zurückzahlen konnten, teilten sich 1409 Dietrich und Hildebrand von Hardenberg dieses Pfandobjekt. Von dieser Zeit an war das Klostergut also schon teilweise im Besitz der Herren von Hardenberg. Als 1571 das Adelsgeschlecht derer von Plesse ausstarb, stellte der Erzbischof von Mainz Marienstein komplett unter den Schutz des Hardenberg’schen Adelsgeschlechts. Ohnehin zeichnete sich diverse Probleme seitens der Ordensniederlassung im 15. Jahrhundert ab, verschiedene Eingriffe in ihre innere Ordnung belegen dies. Daneben wurde es Opfer des kriegerischen Zuges Herzogs Wilhelm von Sachsen nach Soest im Juni des Jahres 1447. Bei seinem Abzug aus Nörten steckte er die Stadt in Brand, wobei das Kloster auch nicht ungeschoren blieb. Die Not Mariensteins versuchte Erzbischof Dietrich von Mainz 1447 dadurch zu beheben, dass er die Ordensniederlassung zum Kollegiatstift erhöhte und dem Mündener Kaland mit seinen Besitzungen und Einkünften hierher verlegte. Die Herren von Plesse erhielten das Patronat und hatten die Präbenden zu vergeben, was ihnen Streit mit den Chorherren einbrachte. Diese versuchten ihre eingebrachten Güter und Berechtigungen an sich zu ziehen und den alten Zustand wiederherzustellen. So beschwerten sich 1459 die Plesser beim Erzbischof, der den Erfurter Statthalter Mainz damit beauftragte, für die Einhaltungen der Regeln zu sorgen. Daraufhin zogen die vormaligen Kalandsbrüder wieder nach Münden und das Stift wurde damit praktisch aufgelöst.
1492 trat Marienstein der Bursfelder Kongregation bei, einem Zusammenschluss reformorientierter Benediktinerklöster. Von 1541 bis 1553 war Henricus Bodo Abt.
Obwohl die das Kloster umgebende Region im Verlauf des 16. Jahrhunderts evangelisch wurde, widerstand Marienstein zunächst der Reformation. Als aber 1620 nur noch fünf Mönche in dem Kloster aktiv waren, kam es in den Besitz des Herzogs von Braunschweig und wurde lutherisch. Allerdings stritt sich dieser bis 1692 mit dem Erzbischof von Mainz um den Besitz des Klosterguts.
Im Jahr 1626 wurde das Klostergut durch Herzog Christian von Braunschweig-Wolfenbüttel vollkommen ausgeraubt und alle Gebäude niedergebrannt. Einzig die romanische Krypta blieb bestehen. Dreizehn Jahre später wurde die Kirche notdürftig wieder aufgebaut.
1650 wurde Marienstein zusammen mit allen ehemaligen Klöstern des Herzogtums Braunschweig in der heute noch bestehenden Klosterkammer Hannover vereinigt.

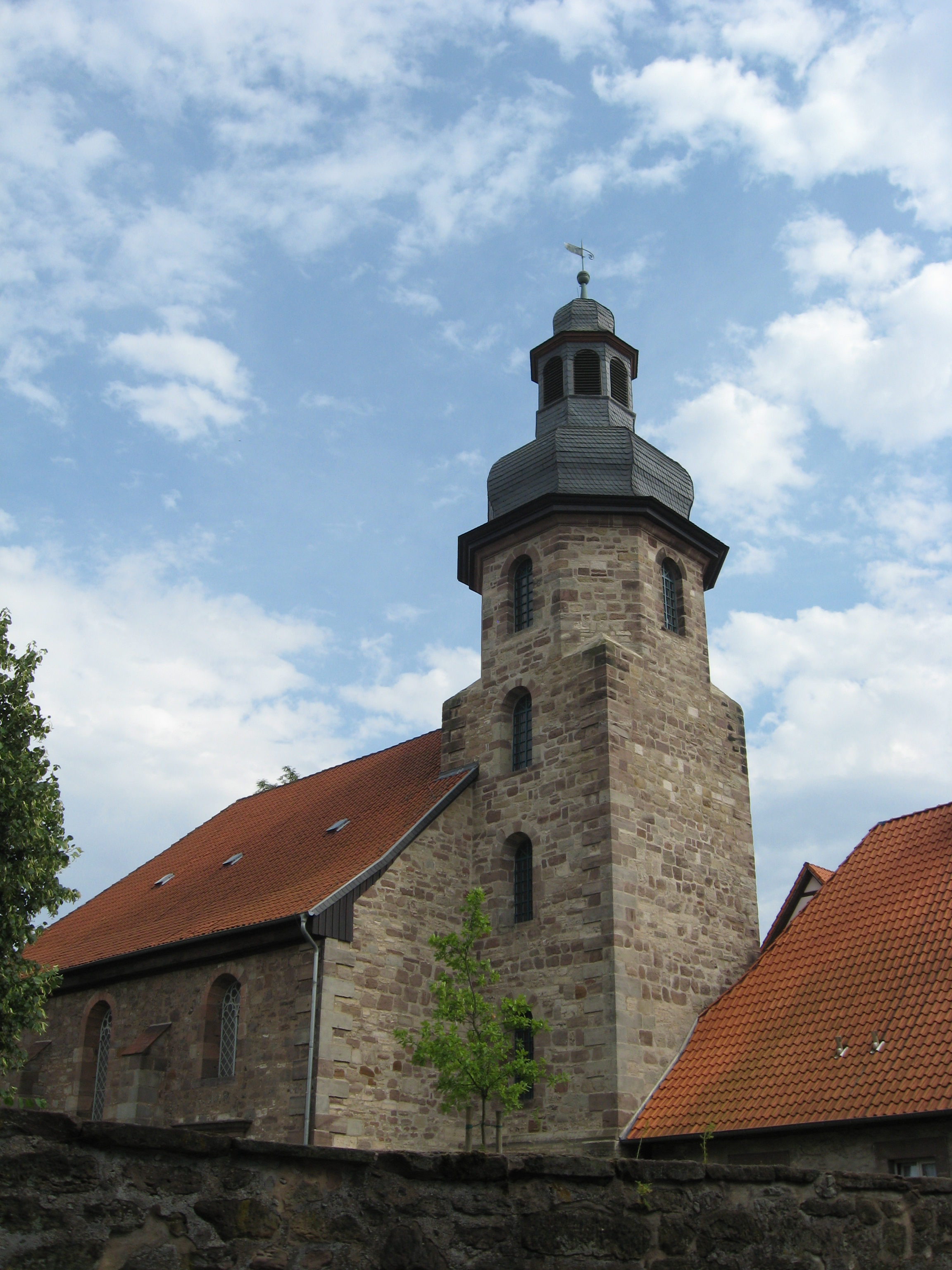
Klosterkirche Marienstein

Seit dem Ende des sechzehnten Jahrhunderts siedelten sich um das Kloster herum immer mehr freie Arbeiter an. Das Dorf Marienstein entstand. Zunächst gingen die Kinder in der nahe gelegenen Ortschaft Parensen zur Schule, doch bereits 1700 hatte das Dorf einen eigenen Lehrer, der die Kinder in seinem Haus unterrichtete. Um 1800 kaufte die Klosterkammer dem damaligen Lehrer sein Haus ab und richtete es als Gemeindeschulhaus ein.
Am 28. September 1872 brach ein Großfeuer aus und vernichtete neben dem Schulhaus 11 Wohnhäuser. 17 Familien wurden obdachlos. Die Schule wurde 1874 durch die Klosterkammer neugebaut.
Die jetzige Kirche wurde 1724 gebaut und ist somit die älteste in Nörten-Hardenberg.
Die 1854 gebaute Eisenbahnstrecke geht durch den ehemaligen Klostergarten Mariensteins. Sie verhinderte zusammen mit dem nahe gelegenen Nörten sowie den großen Straßen, die in dieser Region schon damals ähnlich verliefen wie heute die Bundesstraße 3, eine weitere Ausdehnung des Dorfs.
1924 gehörten 654 Morgen Land und etwa 250 Einwohner zur Landgemeinde Marienstein.

### Die Eingemeindung in den Flecken Nörten
Am 27. Dezember 1927 beschlossen der langjährige preußische Ministerpräsident Otto Braun und sein damaliger Innenminister Albert Grzesinski das „Gesetz über die Regelung verschiedener Punkte des Gemeindeverfassungsrechts“. Zum einen sah dieses Gesetz in § 11 die Auflösung aller Gutsbezirke vor, da hier die Einwohner keine Interessensvertretung wählen durften – der Besitzer und damit Gutsvorsteher hatte alle Rechte und Pflichten. Aufgrund dieses Paragraphen wurde 1929 der Hardenberg mit Nörten vereinigt.
Der erste Paragraph hingegen ermöglichte und empfahl die Vereinigung naheliegender Landgemeinden, um die Effizienz der Verwaltung zu steigern. Marienstein wurde zum 30. September 1928 gemäß diesem Paragraphen in die Land- und Fleckengemeinde Nörten eingemeindet.

## Bauwerke

### Klostergut
Große Teile des ehemaligen Klosterguts sind noch aus dem Beginn des 18. Jahrhunderts erhalten. Das 1724 errichtete Amtshaus und die im rechten Winkel dazu stehende Meierei sind als typische zweigeschossige Putzbauten mit Eckquaderungen und Fenstereinfassungen aus Sandstein erhalten. Zusammen mit dem Kuhstall im Nordwesten und dem Schweine-, Schaf- und Rinderstall im Westen bilden sie einen Innenhof. Diese Nebengebäude sind aus unverputztem Natursteinmauerwerk errichtet. Das turmartige Taubenhaus in der Mitte des Hofes mit verputztem Unterbau und Fachwerkaufsatz wurde erst 1833 erbaut. Südlich schließt sich ein weiteres Hofgelände mit Nebengebäuden an. Der gesamte Domänenkomplex ist eingefriedet. Das Gutsgelände mit seinen Ländereien wird von der Universität Göttingen als Versuchsgut für Agrarökonomie und Agrartechnik genutzt.

### Kirche
Die etwas erhöht an der Nordostecke des Gutshofs gelegene barocke Saalkirche wurde 1724–1733 errichtet. Die Bruchsteinwände des Kirchenschiffes werden von jeweils drei hohen rundbogigen Fenstern durchbrochen, dazwischen sind schlichte Strebepfeiler angeordnet. Der Turm ist in ähnlicher Bauweise im Westen angesetzt, sein nahezu quadratischer Grundriss geht in Höhe des Kirchendaches in eine achteckige Form über. Den Abschluss bildet eine verschieferte barocke Haube.
Ältester Teil der Kirche ist die vom Vorgängerbau erhaltene Hallenkrypta im Untergeschoss. Aufgrund der Schmuckformen wird eine Erbauung in der zweiten Hälfte des 12. Jahrhunderts angenommen. Die quadratische Grundfläche von 6 × 6 Metern wird von einem Kreuzgratgewölbe überspannt, das an den Wänden auf Pfeilervorlagen, in der Mitte auf vier freistehenden Säulen aufliegt und den Raum so in drei Schiffe unterteilt. Die romanischen Rundsäulen tragen Würfelkapitelle und darüber schlichte, im unteren Teil abgeschrägte Kämpferplatten, die Säulenbasen sind attisch mit Eckzier. Die einzige Belichtung der Krypta ist über ein kleines Fenster gegeben, das hinter einem im Osten gesetzten Ausbau mit Tonnengewölbe liegt.
Die Orgel der Kirche wurde um 1727 durch Johann Heinrich Gloger gebaut und 1732 durch seinen Sohn Johann Wilhelm fertiggestellt.